# Max Fabiani
Maximilian „Max” Fabiani (ur. 29 kwietnia 1865 w Kobdilju, zm. 12 sierpnia 1962 w Gorycji) – słoweńsko-włoski architekt i urbanista friulskiego pochodzenia, przedstawiciel secesji.

## Życiorys
Urodził się w 1865 we friulskiej rodzinie o szlacheckim pochodzeniu, w niewielkiej wsi Kobdilj w południowej części Cesarstwa Austriackiego (dzisiejsza Słowenia). Jego ojcem był Anton Fabiani (1807–1893), matką – Charlotte Fabiani z domu Kofler (1827–1923). Wychowywał się w kosmopolitycznym środowisku. Jego ojczystym językiem był zarówno włoski, jak i słoweński. Ponadto od dzieciństwa znał powszechnie używany niemiecki. Uczęszczał do słoweńskojęzycznej szkoły podstawowej w miasteczku Štanjel, a następnie niemieckojęzycznej szkoły realnej w Lublanie. Po jej ukończeniu wyjechał do Wiednia, gdzie studiował architekturę na Uniwersytecie Technicznym (TUW), dyplom magistra uzyskując w 1889. Od 1890 był asystentem na politechnice w Grazu, po czym w ramach stypendium przez dwa lata (1892–1894) podróżował po Europie. Kiedy wrócił do stolicy Austrii, wstąpił do pracowni Ottona Wagnera z polecenia Josepha Marii Olbricha, pozostając w niej do końca XIX wieku. W 1902 uzyskał doktorat na Wydziale Budownictwa TUW. Od 1910 do 1917 wykładał ornamentykę i dekorację wnętrz na tej uczelni. Największy okres aktywności Fabianiego jako architekta i urbanisty przypadał na ostatnie lata XIX i pierwszą dekadę XX wieku, tworzył głównie w Wiedniu i zniszczonej w 1895 przez trzęsienie ziemi Lublanie.
W 1917 został odznaczony Orderem Czerwonego Orła. W tym samym roku przeprowadził się do Gorycji, gdzie przez pięć lat kierował Urzędem ds. Odbudowy (miasto zostało poważnie zniszczone w czasie I wojny światowej). W roku 1921 wstąpił do Narodowej Partii Faszystowskiej. W latach 1924–1927 uczył historii sztuki w miejscowym gimnazjum. W 1935 przyjął nominację na burmistrza Štanjel. Na stanowisku pozostawał w czasie II wojny światowej. W 1947 powrócił do Gorycji, gdzie spędził resztę życia. W 1951 otrzymał włoski Złoty Medal za Zasługi dla Kultury i Sztuki. Zmarł w 1962 w wieku 97 lat.
Z żoną Franceschą do Rochi miał dwójkę dzieci: Carlottę (1906–1987) i Lorenza (1906–1979).

## Dzieła

### Budynki

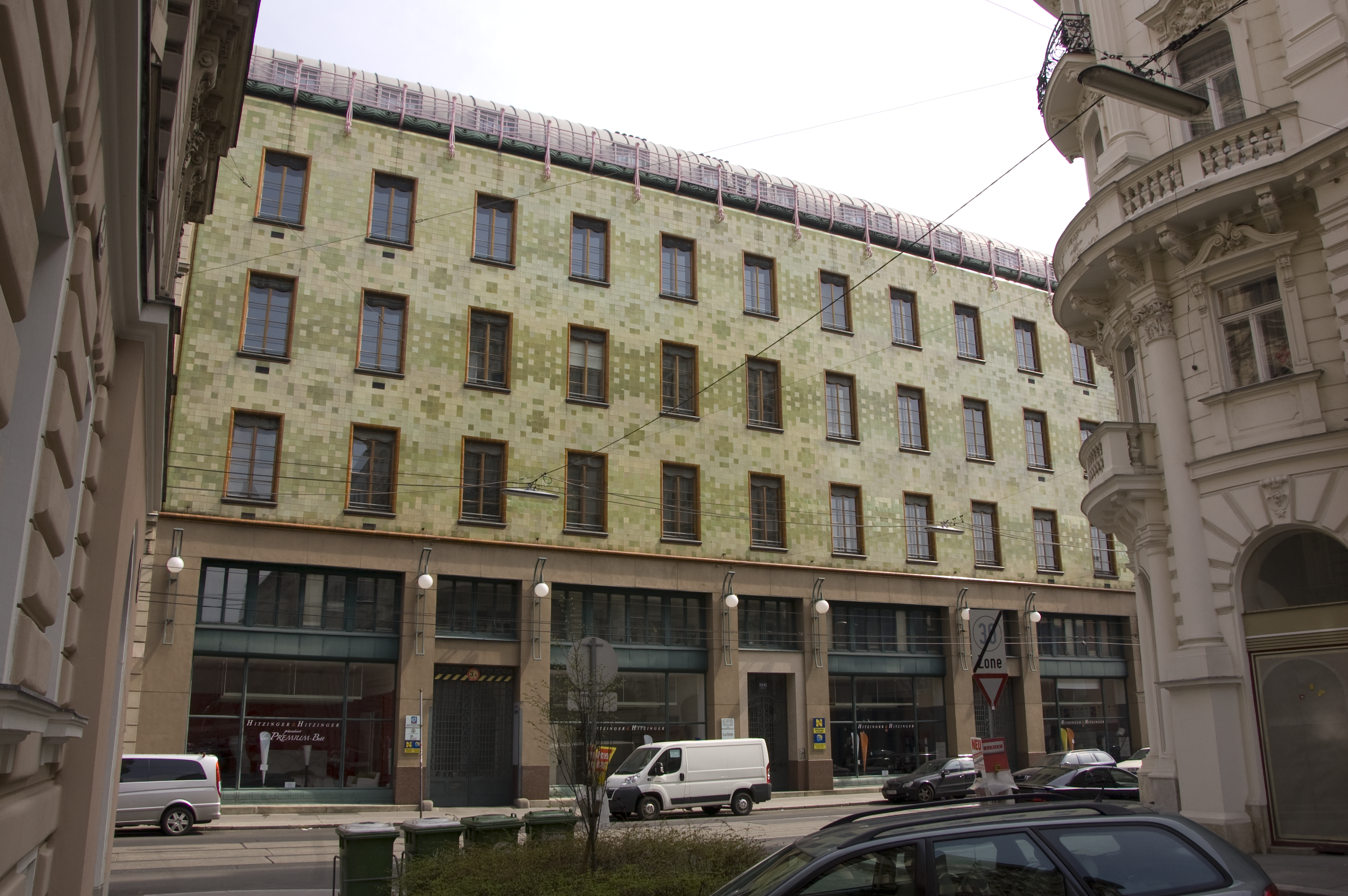
Dom towarowy Portois & Fix w Wiedniu

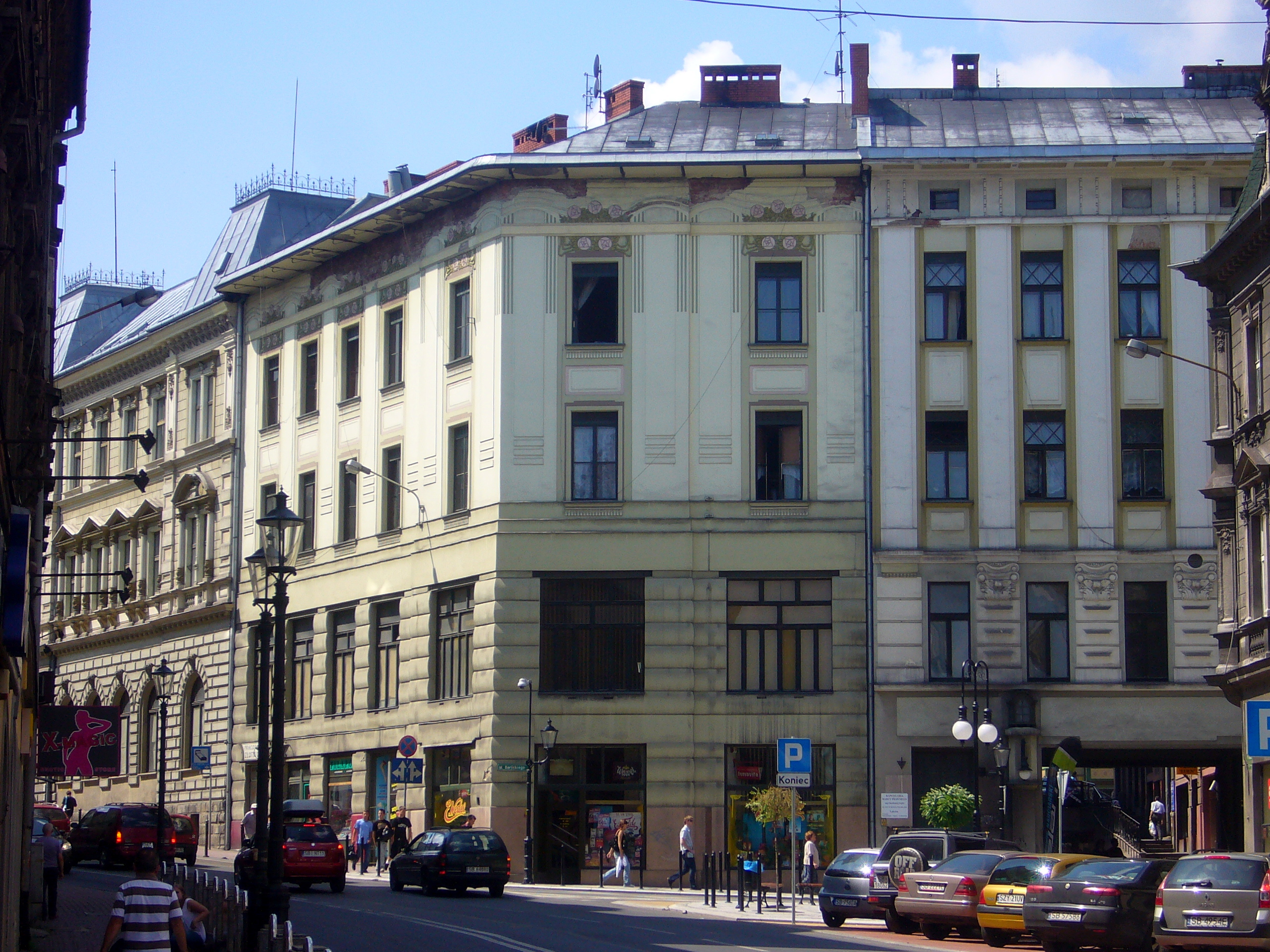
Kamienica przy Barlickiego 1 w Bielsku-Białej

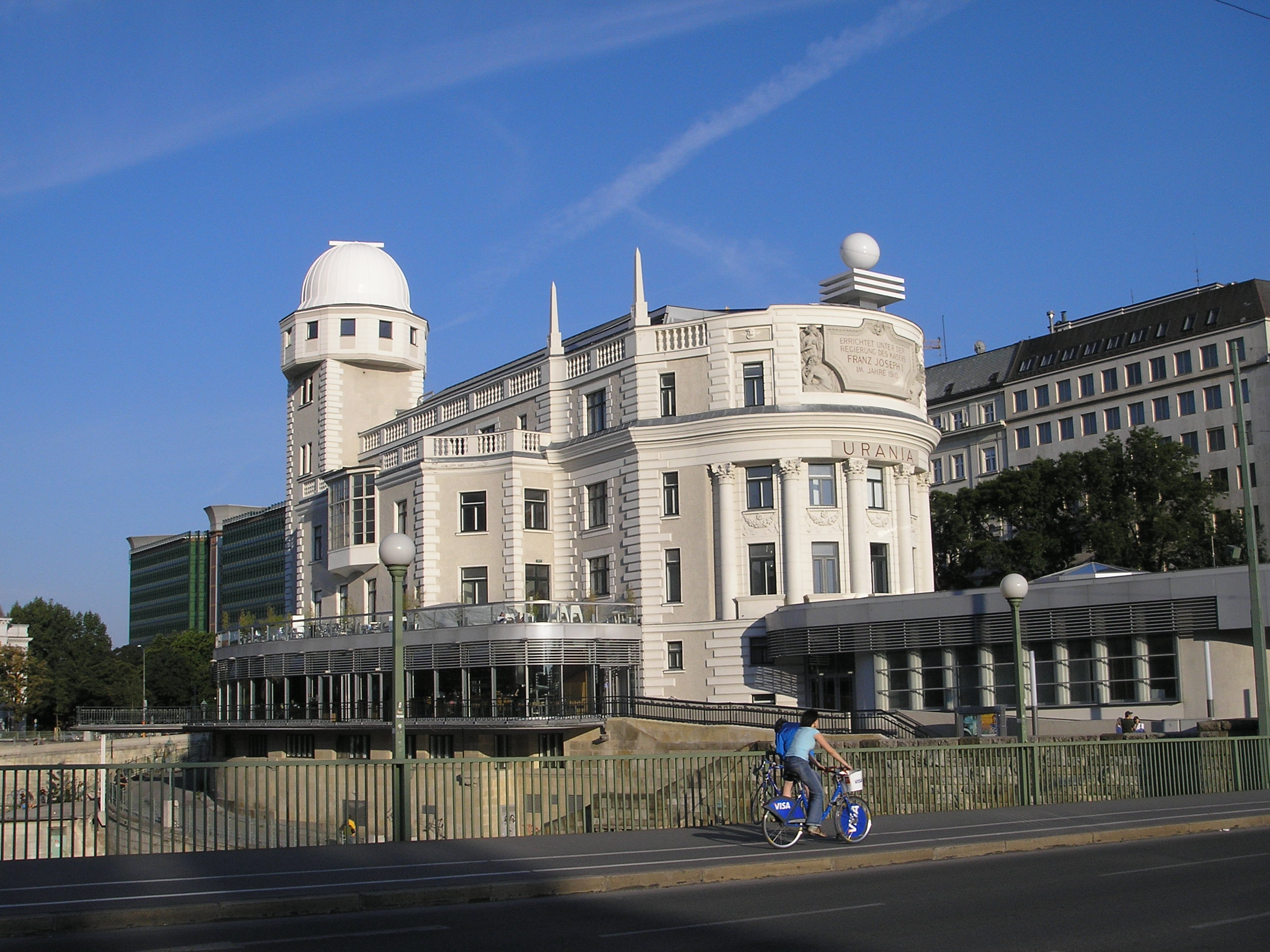
Uniwersytet ludowy Urania w Wiedniu

| Rok  | Obiekt                                                                        | Miasto               | Adres                                     |
| ---- | ----------------------------------------------------------------------------- | -------------------- | ----------------------------------------- |
| 1897 | Kamienica czynszowa                                                           | Wiedeń               | Preysinggasse 10                          |
| 1898 | Dom Kuracyjny                                                                 | Opatija              | ?                                         |
| 1898 | Villa Baumann                                                                 | Wiedeń               | Anton-Langer-Gasse 3                      |
| 1900 | Szkoła żeńska                                                                 | Lublana              | Levstikov Trg 1                           |
| 1900 | Przytułek                                                                     | Lublana              | Japleva 2                                 |
| 1900 | Kamienica i kawiarnia Cafe Allegri                                            | Bielsko-Biała        | Barlickiego 1                             |
| 1900 | Dom towarowy Portois & Fix                                                    | Wiedeń               | Ungargasse 59–61                          |
| 1900 | Villa Belar                                                                   | Bled                 | ?                                         |
| 1901 | Kamienica „Libertas”                                                          | Wiedeń               | Piaristengasse 20                         |
| 1901 | Kamienica Krispera                                                            | Lublana              | Miklošičeva 20                            |
| 1902 | Pomnik Franca Prešerena                                                       | Lublana              | Prešernov trg                             |
| 1902 | Villa Schwegl                                                                 | Bled                 | ?                                         |
| 1902 | Dom towarowy Artaria                                                          | Wiedeń               | Kohlmarkt 9                               |
| 1902 | Kamienica Petrocochiny                                                        | Wiedeń               | Hütteldorfer Straße 371                   |
| 1903 | Villa Max                                                                     | Štanjel              | ?                                         |
| 1904 | Hotel Balkan                                                                  | Gorycja              | ?                                         |
| 1905 | Narodni Dom                                                                   | Triest               | Via Fabio Filzi 14                        |
| 1904 | Kamienica czynszowa                                                           | Wiedeń               | Graf Starhemberg-Gasse 40                 |
| 1904 | Kamienica Hribara                                                             | Lublana              | Tavčarjeva 2                              |
| 1905 | Izba Przemysłowo-Handlowa                                                     | Gorycja              | Corso Verdi 50                            |
| 1906 | Kamienica „Pod Czerwonym Jeżozwierzem”                                        | Wiedeń               | Wildpretmarkt 1                           |
| 1906 | Plebania kościoła św. Jakuba                                                  | Lublana              | Levstikov Trg 9                           |
| 1906 | Grób Köcherta                                                                 | Wiedeń               | Cmentarz Hietzing, Maxingstraße 15        |
| 1906 | Kamienica Bartoliego                                                          | Triest               | Piazza della Borsa 7                      |
| 1906 | Palazzo Stabile                                                               | Triest               | Via Belpoggio 1                           |
| 1907 | Kamienica Bamberga                                                            | Lublana              | Miklošičeva 16                            |
| 1908 | Fabryka Fiat Werke AG                                                         | Wiedeń               | Brünner Straße 72                         |
| 1909 | Villa Riehl                                                                   | Windischgarsten      | ?                                         |
| 1910 | Uniwersytet ludowy Urania                                                     | Wiedeń               | Uraniastraße 1                            |
| 1910 | Pałac Mladika                                                                 | Lublana              | Prešernova 25                             |
| 1910 | Villa Faber                                                                   | Attersee am Attersee | ?                                         |
| 1991 | Villa Wechsler                                                                | Wiedeń               | Trautmannsdorffgasse 26                   |
| 1913 | Dom towarowy Reithoffer                                                       | Wiedeń               | Lehargasse 9–11                           |
| 1913 | Fabryka Betzler                                                               | Bolzano              | ?                                         |
| 1917 | Most na rzece Murze                                                           | Graz                 | Wienerstraße/Grazer Bundesstraße          |
| 1921 | Villa Bigot                                                                   | Gorycja              | ?                                         |
| 1922 | Dom Pellegrinich                                                              | Gorycja              | Via Brigata Casale 10                     |
| 1925 | Villa Ferrari i otaczające ją Ogrody Sztanielskie                             | Štanjel              | ?                                         |
| 1934 | Kościół Najświętszego Serca                                                   | Gorycja              | Via 9 Agosto/Via Nizza/Via Brigata Casale |
| 1937 | Obelisk upamiętniający żołnierzy włoskich poległych w czasie bitew nad Isonzo | Gorycja              | Via delle Chiese Antico                   |
| 1938 | Casa del Fascio                                                               | Štanjel              | ?                                         |

### Plany urbanistyczne
| Rok  | Plan                                                             |
| ---- | ---------------------------------------------------------------- |
| 1898 | Plan regulacji urbanistycznej Lublany                            |
| 1899 | Plan regulacji urbanistycznej Bielska (dzisiejsze Bielsko-Biała) |
| 1921 | Plan odbudowy Gorycji                                            |
| 1925 | Plan regulacji urbanistycznej Monfalcone                         |